# 過熱水

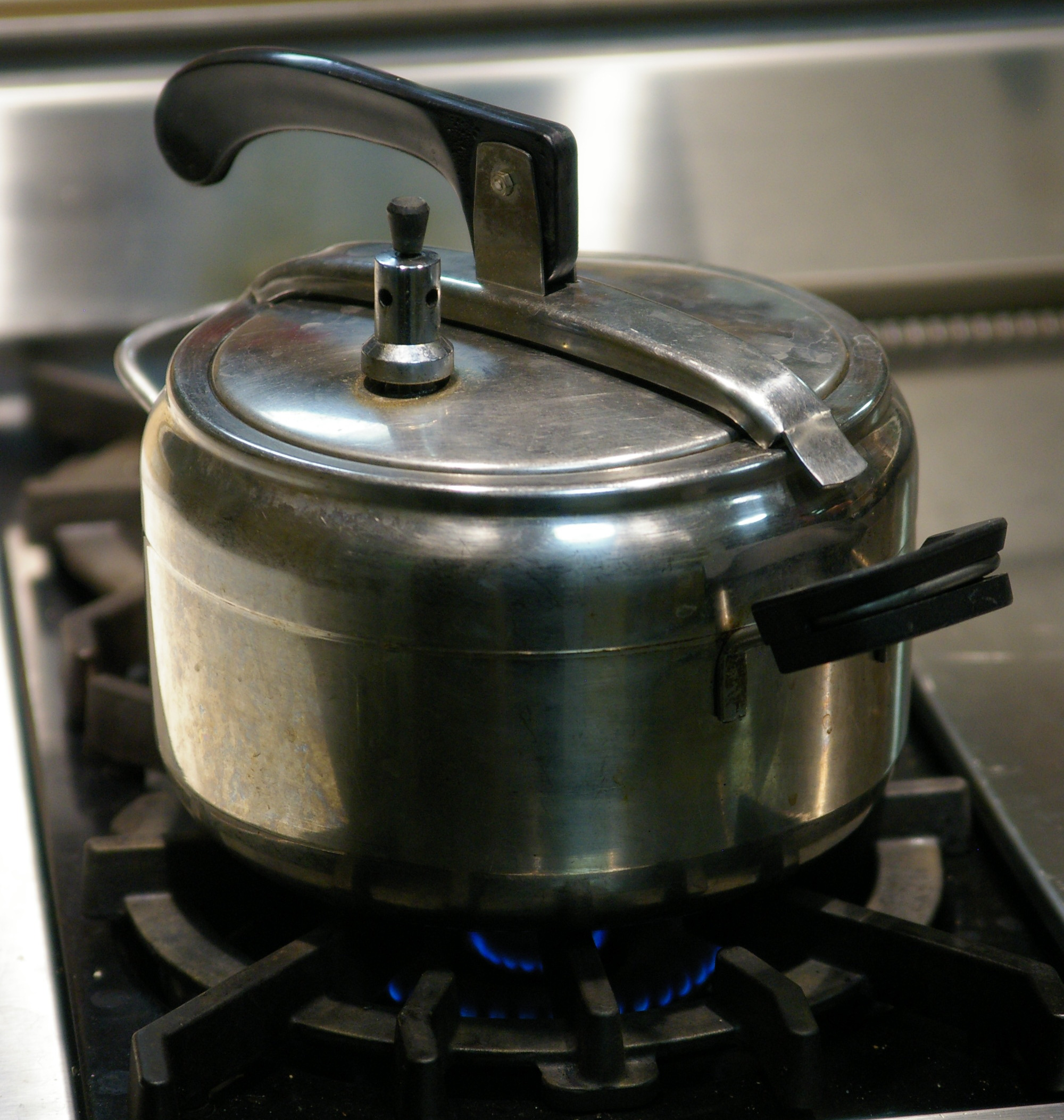
壓力鍋可以產生過熱水，在烹煮食物時比沸水要快

過熱水是指压强超過大氣壓力，溫度介於正常沸点100 °C（212 °F）和临界溫度374 °C（705 °F）之間的液體水。也稱為是亞臨界水或加壓熱水。過熱水會平衡穩定的原因是因為加壓使其溫度超過正常沸点，或是在密封容器中加熱，液態水和飽和的蒸氣平衡。這種「過熱」和一般的過熱定義不同，後者是指水在大氣壓力下，溫度超過沸點，但因為沒有成核，因此沒有沸騰（例如用微波器加熱熱水的情形）。
水的許多特殊性質都和其氢键有關。溫度若超過過熱溫度，氢键會斷裂，因此特性會比單純增加溫度的影響更大。此情形下水的極性會下降，特性比較像甲醇或乙醇之類的有機溶剂。有機物質和氣體的溶解度會上昇數個數量級，水在工業及化學分析應用中可以當作溶劑、反应物及催化劑，可用在萃取、化學反應，以及清洗應用上。

## 隨溫度而變化的特性
所有物質都會隨著溫度變化而改變其特性，不過過熱水的特性變化比單純考慮溫度造成的影響要大。水滴的黏度和表面张力都隨著溫度增加而上昇
。水的电离也會隨溫度而增加，水在25 °C時的pKw為14，但在250 °C時的pKw接近11。這表示其水合氢离子（H
3O+
）和氫氧根離子（OH−
）的濃度都增加了。定壓下水的比熱容也隨溫度而變大，從25 °C時的4.187 kJ/kg，變成350 °C的8.138 kJ/kg。水在高溫時，介電常數（相对电容率）會明顯下降。

## 外部連結
- The International Association （页面存档备份，存于） for the Properties of Water and Steam
- Calculator for vapour pressure and enthalpy of superheated water.